# Chiesa di San Michele (Pitigliano)
La chiesa di San Michele è un edificio situato a Pitigliano. La sua ubicazione è nell'omonima strada, al di fuori delle mura, proprio ai margini di una ripida rupe di tufo.

## Storia
La chiesa fu costruita in epoca medievale, più precisamente nel corso del Duecento, come un semplice edificio religioso ad aula unica di piccole dimensioni. Le funzioni a cui era inizialmente adibito erano quelle di un oratorio, ove i fedeli si fermavano prevalentemente per raccogliersi in preghiera.
Durante il Settecento la chiesa subì alcuni lavori di ristrutturazione, che determinarono un ampliamento rispetto a quella che era la pianta originaria: proprio in questo periodo fu costruita, infatti, la navata.
Tra la fine dell'Ottocento e gli inizi del Novecento la chiesa iniziò ad andare incontro ad un lento ma inesorabile declino, vista la costruzione della più ampia e non lontana chiesa di Santa Maria Assunta, che ebbe la priorità per lo svolgimento delle varie funzioni religiose.
Proprio durante il secolo scorso, vi fu il completo abbandono della chiesa e la sua trasformazione ad altri usi, venendo peraltro incorporata a più moderni edifici abitativi.

## Descrizione
La chiesa di San Michele era ubicata all'interno del complesso situato lungo l'omonima via, sui bordi della rupe tufacea.
Rimasta addossata a strutture costruite durante il secolo scorso, la chiesa è ben riconoscibile nell'originario impianto medievale proprio nell'area absidale, ove il paramento murario ha conservato l'originario rivestimento in pietra e tufo.
È visibile anche il corpo della navata rettangolare aggiunta in epoca settecentesca, seppur siano evidenti le modifiche effettuate nel corso del Novecento, che hanno portato alla chiusura delle finestre di forma ovale che si aprivano sulla facciata.